# Andrei Mărgăritescu
Andrei Silviu Mărgăritescu (n. 1 ianuarie 1980, Pitești) este un fotbalist român care a evoluat ultima dată la clubul Urban Titu.
Fost jucător al lui Rapid București și Dinamo București, Andrei Mărgăritescu a semnat un contract cu Urban Titu pe 15 octombrie 2014. Contractul e valabil până în vara anului 2016.
În martie 2008 a primit Medalia „Meritul Sportiv” clasa a III-a, pentru rezultatele obținute în preliminariile Campionatului European și pentru calificarea la turneul final din 2008.

## Controverse
În iunie 2011, Andrei Mărgăritescu a fost trimis în judecată pentru fals în declarații, uz de fals și tăinuire într-un dosar în care sunt cercetați mai mulți escroci care înșelau companiile de asigurări cu furturi fictive ale unor autoturisme de lux.